# Мокасинова змія
Мокасинова змія (Agkistrodon) — рід отруйних змій родини Гадюкові. Має 4 види. Інші назви «трикутна змія», «американський щитомордник». Протягом тривалого часу до цього роду зараховували набагато більш видів. Проте у 1999 році були відокремлені з цього роду самостійні роди — Щитомордників, Calloselasma, Deinagkistrodon, Hypnale, які розповсюдженні в Азії.

## Опис
Загальна довжина коливається від 60 см до 1,5 м. Голова трикутна, широка, морда затуплена. Тулуб кремезний, масивний. Забарвлення червонувате, буре, оливкове, зеленувате з темними та світлими смугами.

## Спосіб життя
Полюбляють розріджені ліси, луки, пасовиська, кам'янисті та скелясті місцини, узбережжя водойм. Активні здебільшого вночі. Харчуються мишоподібними та ящірками.
Це яйцеживородні змії. Самиці народжують до 20 дитинчат.

## Розповсюдження
Мешкають на південному сході США, у Мексиці, Центральній Америці.

## Види
- Agkistrodon bilineatus
- Agkistrodon contortrix
- Agkistrodon piscivorus
- Agkistrodon taylori